# Branko Mamić
Branko Mamić (serbisch-kyrillisch Бранко Мамић; * 24. August 1980 in Novi Sad, SFR Jugoslawien) ist ein ehemaliger serbischer Eishockeyspieler, der sowohl mit Vojvodina Novi Sad als auch mit Partizan Belgrad Landesmeister wurde.

## Karriere
Branko Mamić begann seine Karriere als Eishockeyspieler in seiner Heimatstadt in der Nachwuchsabteilung des HK Vojvodina Novi Sad, mit dem er 2002 Jugoslawischer Meister wurde. 2005 wechselte er zum Ligakonkurrenten HK Partizan Belgrad und konnte mit diesem 2006 die serbisch-montenegrinische sowie nach der Abspaltung Montenegros 2007 und 2008 die serbische Meisterschaft erringen. Nachdem er für ein Jahr in seine Heimatstadt zurückgekehrt war, wo er nunmehr für den HK Novi Sad spielte, verließ er 2009 erstmals Serbien und schloss sich den Eaters Geleen an, von denen er allerdings lediglich im Pokalwettbewerb eingesetzt wurde, den er mit der Mannschaft aus der Provinz Limburg auch gewinnen konnte. Noch im Laufe der Saison kehrte er zu Partizan Belgrad zurück und gewann mit dem Hauptstadtteam erneut den serbischen Meistertitel. Anschließend zog es ihn nach Ungarn, wo er für den Ferencvárosi TC sowohl in der ungarischen Liga als auch in der multinationalen MOL Liga auf dem Eis stand. 2011 wechselte er nach Schweden, wo er drei Jahre beim Varberg HK in der viertklassigen Division 2 spielte. Nachdem 2014 der Aufstieg in die Division 1 gelungen war, beendete er seine Karriere.

### International
Für Jugoslawien nahm Mamić an der U18-D-Europameisterschaft 1997 und der U18-C-Europameisterschaft 1998 sowie der U20-D-Weltmeisterschaft 1999 und der U20-C-Weltmeisterschaft 2000 teil.
Im Herrenbereich spielte Mamić international bei den Weltmeisterschaften 2001 und 2002 für Jugoslawien in der Division II. Nach dem Zerfall des Balkanstaates stand er 2003, 2004 und 2005 für Serbien und Montenegro auch in der Division II auf dem Eis. Zudem spielte er für das Team auch bei der Qualifikation für die Olympischen Winterspiele in Turin 2006. Schlussendlich spielte er für die serbische Auswahl bei den Weltmeisterschaften 2009 und 2011, als er der Topscorer unter den Abwehrspielern des Turniers war, ebenfalls in der Division II sowie 2010 in der Division I.

## Erfolge und Auszeichnungen
- 1997 Aufstieg in die C-Gruppe bei der U18-D-Europameisterschaft
- 1999 Aufstieg in die C-Gruppe bei der U20-C-Weltmeisterschaft
- 2002 Jugoslawischer Meister mit dem HK Vojvodina Novi Sad
- 2006 Serbisch-montenegrinischer Meister mit dem HK Partizan Belgrad
- 2007 Serbischer Meister mit dem HK Partizan Belgrad
- 2008 Serbischer Meister mit dem HK Partizan Belgrad
- 2009 Aufstieg in die Division I bei der Weltmeisterschaft der Division II, Gruppe A
- 2010 Niederländischer Pokalsieger mit den Eaters Geleen
- 2010 Serbischer Meister mit dem HK Partizan Belgrad
- 2014 Aufstieg in die schwedische Division 1 mit dem Varberg HK

## MOL-Liga-Statistik
(Stand: Ende der Saison 2010/11)